# Tour Féminin International des Pyrénées
Die Tour Féminin International des Pyrénées ist ein Straßenradrennen im Frauenradsport in Frankreich. 
Das Etappenrennen wird seit 2022 ausgetragen und ist in die Kategorie 2.1 eingestuft. Die Strecke führt an drei Tagen durch den westlichen Teil der französischen Pyrenäen, eine Etappe endet mit einer schweren Bergankunft im Hochgebirge. 

## Palmarès
| Jahr | Siegerin                | Zweite             | Dritte              |
| ---- | ----------------------- | ------------------ | ------------------- |
| 2022 | Kristabel Doebel-Hickok | Eri Yonamine       | Ricarda Bauernfeind |
| 2023 | Marta Cavalli           | Ashleigh Moolman   | Antonia Niedermaier |
| 2024 | Usoa Ostolaza           | Valentina Cavallar | Yurani Blanco       |